# Oceanska klima
Oceanska klima je vrsta klima, koju karakterizira povećana vlažnost zraka, svježa ljeta i blage zime s malim razlikama u temperaturi između godišnjih doba. Uzrok je blizina oceana, koji zimi zagrijava, a ljeti hladi. Vlaga sprečava vrlo niske temperature. Prosječna temperatura u najtoplijem mjesecu je ispod 22 °C, a u najhladnijem mjesecu oko 0 °C 
Ovaj tip klime imaju oceanski prostori umjerenih širina, kao i zapadni rubove kontinenata istih širina: veliki dijelovi Europe, (naročito zapadna Europa) i pojedini obalni dijelovi Afrike, Južne Amerike, Sjeverne Amerike, Australije i Novog Zelanda. Veći gradovi na tom području su: Pariz, London, Wellington, Seattle i dr. 
Česte su kiše, dok snijeg rijetko pada. Vlažnost zraka veća je nad oceanima nego nad kopnom.